# 東佳苗
東 佳苗（ひがし かなえ、1989年4月19日- ）は、日本のデザイナー、アート・ディレクター、スタイリスト、映画監督。

## 経歴
1989年4月19日、福岡県に生まれる。高校では美術部に所属し、また、シンガーソングライターになることを目指してバンド活動をおこなっていたが、高校2年生の頃、ファッションに興味を持つようになる。大村美容ファッション専門学校、文化服装学院ニットデザイン科を卒業した。
2009年、ニット・ブランドの縷縷夢兎を設立する。2011年、合同展示会「白昼夢」を発足する。2015年、短編映画『Heavy Shabby Girl』を監督する。
2018年、rurumu:としてブランドをリスタートすることを発表。

## 作品

### 映画
- Heavy Shabby Girl（2015年）- 監督
- THE END OF ANTHEM（ジ・エンド・オブ・アンセム）（2017年8月27日、MOOSIC LAB2017招待作品）- 監督
- 21世紀の女の子「out of fashion」（2019年春公開）- 監督